# Kwadrat (czasopismo)
Kwadrat – dwutygodnik społeczno-zawodowy, organ Krajowej Komisji Koordynacyjnej Pracowników Poligrafii NSZZ „Solidarność”, założony na podstawie uchwały I Zjazdu KKK PP NSZZ „Solidarność” w Szczecinie 31 stycznia 1981 roku.

## Historia
Numer pierwszy pisma o zasięgu ogólnokrajowym – w formacie A3, liczący 16 stron i w nakładzie 10 000 egzemplarzy – ukazał się 9 kwietnia 1981 roku z charakterystyczną, pionowo rozśrodkowaną winietą symbolizującą literę K. Na stronie tytułowej umieszczone było motto, którym był cytat z Kwiatów polskich Juliana Tuwima: „Niech prawo zawsze prawo znaczy, a sprawiedliwość – sprawiedliwość”.
Dwutygodnik redagowało kolegium w składzie: Leszek Sławiński (redaktor naczelny), Sławomir Majewski (dziennikarz), mecenas Roman Łyczywek (radca prawny), Barbara Owczarek (p.o. sekretarza redakcji), Wojciech Chocianowicz, Wacław Rynko (fotoreporter) i Tadeusz Szumigraj. W artykule wstępnym została objaśniona nazwa pisma: „Kwadrat to najczęściej używana miara poligraficzna, w której mieści się określona ilość nonparelu petitu i garmondu, ilość złożonych czcionek drukarskich wyznacza naszą pracę a co za tym idzie przekazuje ilość potrzebnych społeczeństwu słów”. Drugi numer wyszedł w nakładzie 45 000 egzemplarzy. Leszek Sławiński, który opracował główne założenia pisma i stworzył zespół redakcyjny, zrezygnował z funkcji redaktora naczelnego po wydaniu czterech numerów. Pismo samofinansowało się. Czasopismo było drukowane w Szczecińskich Zakładach Graficznych. Redakcja mieściła się na terenie zakładów przy ul. Wojska Polskiego 128, a w lipcu 1981 przeniosła się do nowej siedziby przy ul. Małkowskiego 28.     
Dwutygodnik społeczno-zawodowy – zgodnie z założeniami programowymi – podejmował nie tylko problemy środowiska poligrafów skupionych w NSZZ „Solidarność”, lecz także zagadnienia ogólnospołeczne, dotyczące codziennego życia mieszkańców miast i wsi w czasach PRL.
W okresie strajku czerwcowego 1981 roku, znanego jako „Dwa Dni Bez Prasy”, polegającego na odmowie składu, druku i kolportażu prasy komunistycznej, „Kwadrat” wyemitował jednodniówkę okolicznościową pod tytułem „Wesoły Strajkowicz”.
Z „Kwadratem” współpracowali stale lub okazjonalnie m.in.: Stefan Bratkowski, Teresa Remiszewska, Alicja Balińska, Robert Tomczak, Krzysztof Majewski, Zenon Henryk Dmochowski, Anna Przybyszowa, Bernard Bujnicki, Wojciech Chocianowicz, Helena Pilipiuk, Stefan Ancerewicz, Marzena Woźniak, Wanda Pudłowska-Gunia i wielu innych.
W grudniu 1981 roku, gdy wprowadzono stan wojenny, „Kwadrat” zawieszono, a redaktorów osadzono w obozach internowanych lub ścigano. W kwietniu 1982 pismo ostatecznie zlikwidowano. Ostatni, osiemnasty numer ukazał się w grudniu 1981 roku.

## Redaktorzy naczelni
- Leszek Sławiński[5]
- Kazimierz Proch[15]